# تشوي سونغ كوك
تشوي سونغ كوك، من مواليد 8 فبراير 1983 في سيول في كوريا الجنوبية، لاعب كرة قدم كوري جنوبي.
و قد بدأ باللعب مع نادي أولسان هيونداي في موسم 2003/2004، ولعب معهم 46 مباراة وسجل 8 أهداف، وفي عام 2005 لعب كاشيوا ريسول الياباني، ولعب معهم 8 مباريات، وفي موسم 2005/2006 انتقل إلى نادي أولسان هيونداي، ولعب معهم 38 مباراة وسجل هدفين، ومنذ عام 2006 وهو يلعب مع نادي سيونغنام إلهوا تشونما.
و قد بدأ باللعب مع منتخب كوريا الجنوبية لكرة القدم في عام 2003.

## كأس آسيا 2007
و قد سجل هدف في مرمى منتخب السعودية لكرة القدم.

## روابط خارجية
- تشوي سونغ كوك على موقع الاتحاد الدولي (مؤرشف)  (الإنجليزية)
- تشوي سونغ كوك على موقع رابطة كرة القدم اليابانية للمحترفين (اليابانية)
- تشوي سونغ كوك على موقع دوري كوريا الجنوبية (الإنجليزية)
- تشوي سونغ كوك على موقع قاعدة بيانات كرة القدم.إي يو (الإنجليزية)
- تشوي سونغ كوك على موقع ناشيونال فوتبول تيمز (الإنجليزية)
- تشوي سونغ كوك على موقع Soccerway.com (الإنجليزية)
- تشوي سونغ كوك على موقع كووورة
- تشوي سونغ كوك على موقع أوليمبيديا (الإنجليزية)